# Zentralstelle für jüdische Auswanderung in Amsterdam

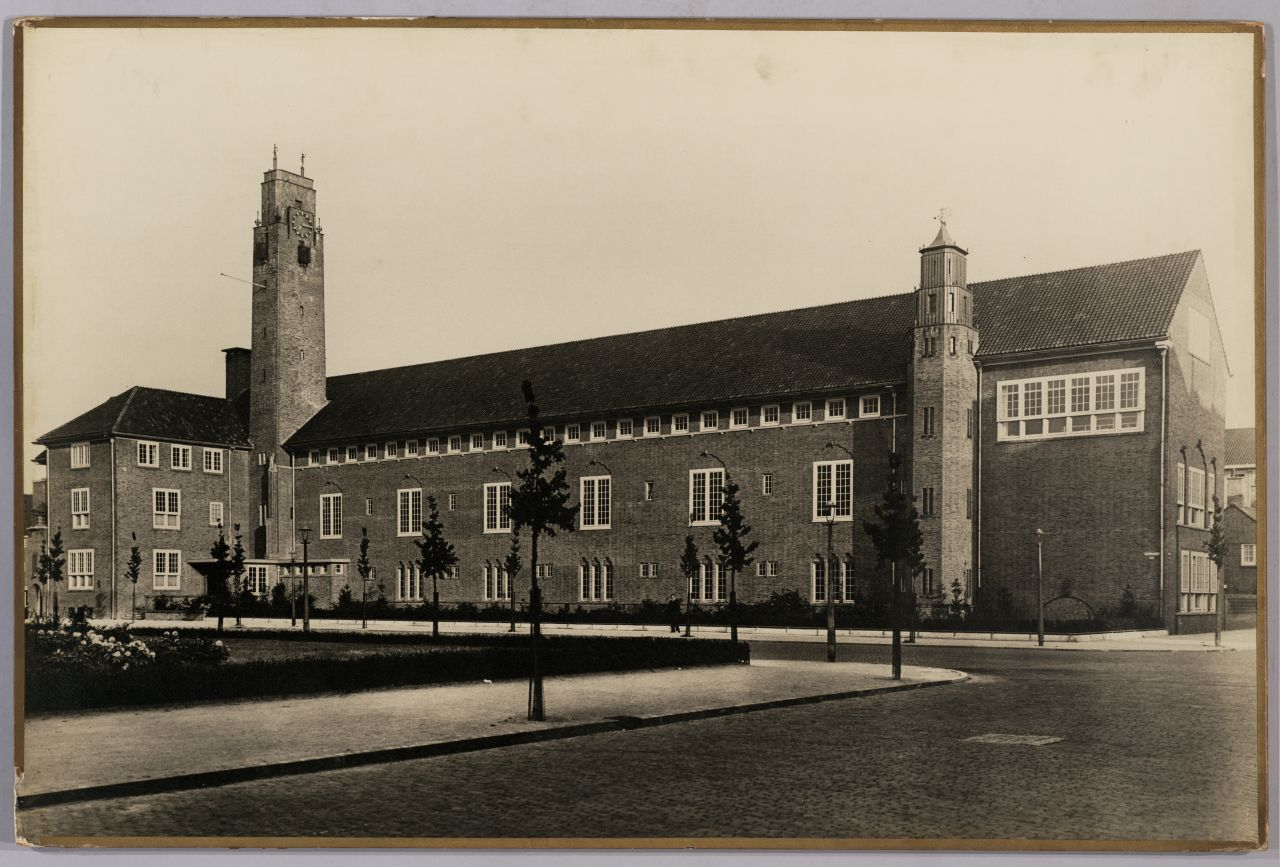
HBS Schulgebäude als Zentralstelle am Adama van Scheltemaplein 1

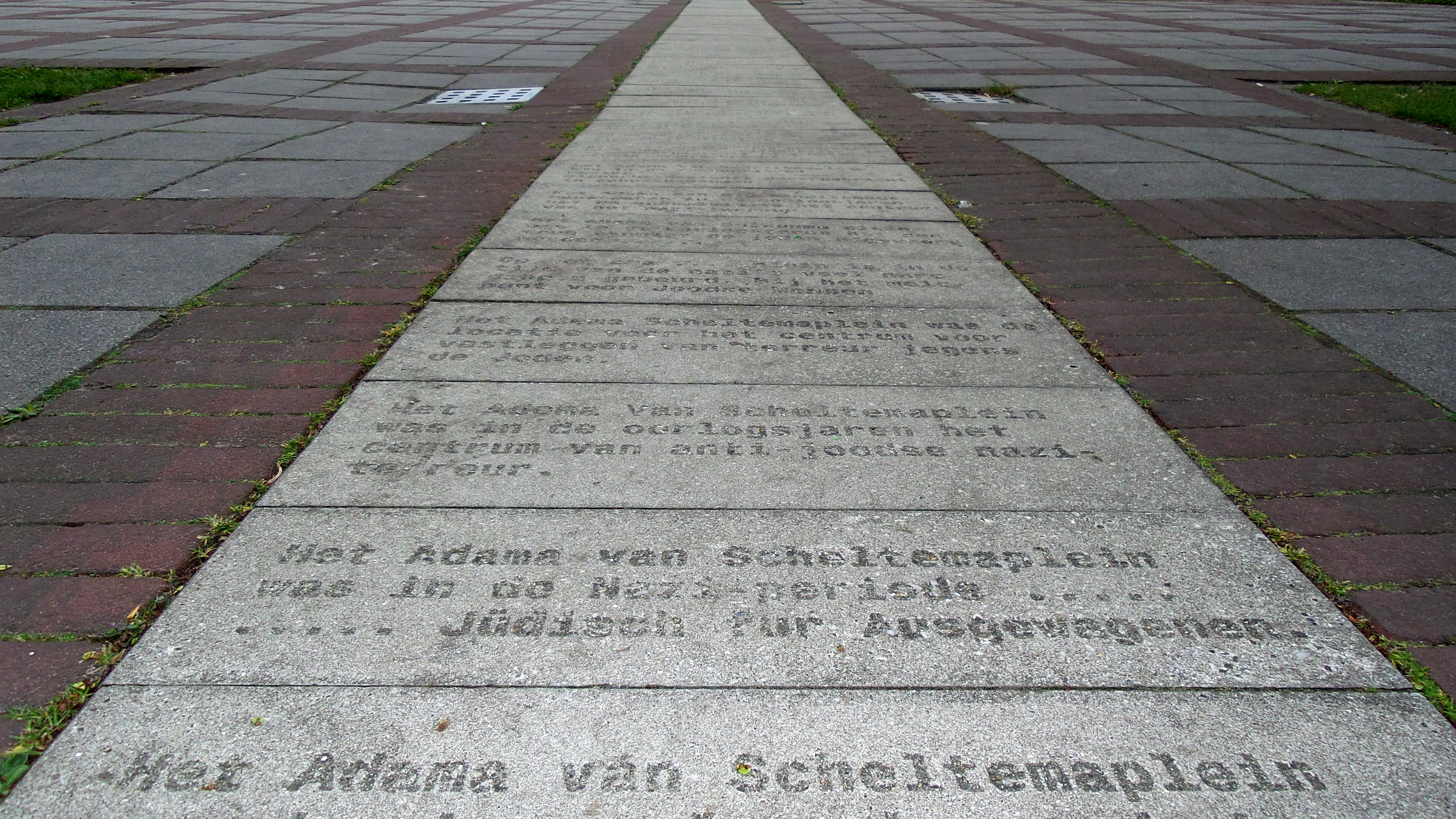
Denkmal auf dem Adama van Scheltemaplein

Die Zentralstelle für jüdische Auswanderung in Amsterdam wurde Ende März 1941 nach dem Konzept der Zentralstelle für jüdische Auswanderung in Wien gebildet. Sie war in einem Schulgebäude der Hogere Burgerschool (HBS) in der Adama van Scheltemaplein 1 in Amsterdam untergebracht. Die Aufgaben der Zentralstelle umfassten zunächst die Beschleunigung der zwangsweisen Emigration von Juden und Jüdinnen aus den Niederlanden. Später fungierte die Zentralstelle auch als Exekutivorgan für „jüdische Angelegenheiten“ bis hin zur Organisation von Deportationen in die Vernichtungslager.

## Aufgaben

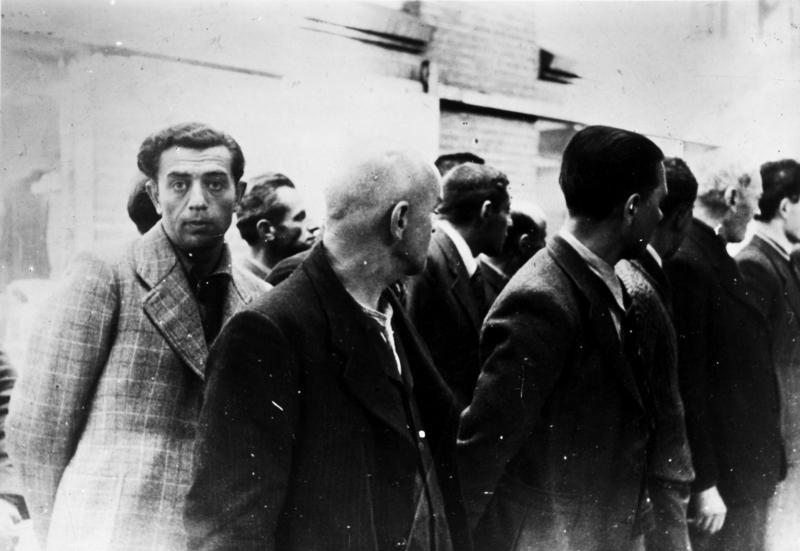
Emigrierte deutsche Juden wurden am 4. Juni 1940 in Amsterdam inhaftiert.

Die Aufgabe der Zentralstelle bestand zunächst darin, die zwangsweise Emigration von Juden in den Niederlanden und dort befindlichen jüdischen Flüchtlingen zu beschleunigen. In der Zentralstelle wurden alle die Ausreise betreffenden Maßnahmen koordiniert, so Fragen der Staatsbürgerschaft, Vermögensabgaben, Devisen sowie Ausstellung und Sichtung aller notwendigen Dokumente. Bis Mai 1941 wurden jedoch lediglich 200 Auswanderungsverfahren durchgeführt, anschließend wurden Auswanderungen von Juden aus den Niederlanden bis auf wenige Ausnahmen untersagt.
Die vom Höheren SS- und Polizeiführer der besetzten Niederlande Hanns Albin Rauter beim Reichskommissar Arthur Seyß-Inquart schriftlich eingeforderten umfassenden Kompetenzen für die einzurichtende Zentralstelle wurden von Seyß-Inquart jedoch nicht genehmigt. Seyß-Inquart befürchtete, dass die Sipo polizeiübergreifend zu weitreichende Kompetenzen erhalten würde. So wurde im Gegensatz zur Wiener und Prager Zentralstelle der Zentralstelle für jüdische Auswanderung in Amsterdam kein Auswanderungsfonds angeschlossen. Durch diese Fonds, in denen jüdische Vermögen, Devisen und Liegenschaften verwaltet wurden, sollten auch die jüdischen Opfer ihre Auswanderung selbst finanzieren. Diese Einrichtung wurde stattdessen dem Generalkommissar für Finanz und Wirtschaft übertragen.
Als Leiter der Zentralstelle setzte der Befehlshaber der Sicherheitspolizei und des SD (BdS) in den Niederlanden Wilhelm Harster zunächst Hellmuth Reinhard ein, der im November 1941 nach Auseinandersetzungen mit dem Judenrat und mit seinem Vorgesetzten durch Ferdinand aus der Fünten, den er noch ausbilden musste, und Willy Lages abgelöst wurde. Nachdem die Zentralstelle nach dem Auswanderungsverbot bis Herbst 1941 hauptsächlich mit der Registrierung der Juden in den Niederlanden befasst war, präzisierte Harster am 28. August 1941 die Aufgabenstellung der Zentralstelle in den Niederlanden:
„Die Zentralstelle für jüdische Auswanderung Amsterdam ist zuständig für die Durchschleusung von Juden als Vorausmassnahme für die kommende Aussiedlung und die technische Behandlung von Auswanderungs-Anträgen. (Die Erteilung von Ausnahmegenehmigungen zur Auswanderung habe ich mir vorbehalten.) Die Zentralstelle für jüdische Auswanderung Amsterdam wird zur einzigen Befehlsausgabestelle für den Judenrat ausgebaut. Weitere Aufgaben werde ich ihr im Zuge der Entwicklung fallweise übertragen.“

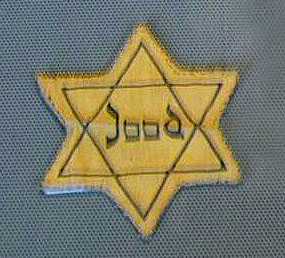
„Überwachung der Kennzeichnung“: Judenstern in den Niederlanden

Nach der Wannseekonferenz verfügte Harster bezüglich der Aufgabenstellung der Zentralstelle am 3. Februar 1942 die „Vorbereitung der Endlösung“:
„a) Der Zentralstelle für jüdische Auswanderung habe ich übertragen:
- 1. Die Steuerung des jüdischen Lebens:

(Befehlsausgabe an den Judenrat, jüdische Organisationen, Schulung, Fürsorge, Arbeitseinsatz, Wochenblatt).
- 2. Die Durchführung der Anordnung über das Auftreten der Juden in der Öffentlichkeit:

(Bestimmung örtlicher und zeitlicher Beschränkungen im einzelnen, Überwachung der Kennzeichnung, Zulassung zu öffentlichen Einrichtungen und Veranstaltungen, Umzugsgenehmigungen).
- 3. Die Vorbereitung der Endlösung:

(Durchschleusung durch die Zentralstelle für jüdische Auswanderung, Umsiedlungsaktionen, Lager Westerbork, Vorbereitung der Aussiedlung).“
Euphemismen wie Aus- oder Umsiedlung dienten als Tarnbegriffe für den Holocaust. Der im Februar 1941 durch Seyß-Inquart eingesetzte Judenrat in Amsterdam, geleitet von David Cohen und Abraham Asscher, war gezwungenermaßen Kooperationspartner und zentraler Ansprechpartner der Zentralstelle in Bezug auf „jüdische Angelegenheiten“. Die Zentralstelle war nun Bindeglied zwischen BdS und Judenrat und wurde so zur zentralen Organisationsstelle für die Judendeportationen.
Bereits am 5. Juli 1942 forderte die Zentralstelle 4.000 Juden auf, sich umgehend zur gesundheitlichen Untersuchung für einen Arbeitseinsatz in Deutschland im Durchgangslager Westerbork einzufinden. Während die Zentralstelle die Deportationen einleitete, war das Judenreferat beim BdS mit der Durchsetzung der Deportationen befasst. Vom Durchgangslager Westerbork gingen die Transporte weiter in Vernichtungslager.
Im September 1941 waren in den Niederlanden 140.000 Juden registriert, darunter auch deutsche und österreichische Flüchtlinge. Von den 107.000 deportierten Juden überlebten nur 5.200 den Holocaust.

## Struktur und Personal

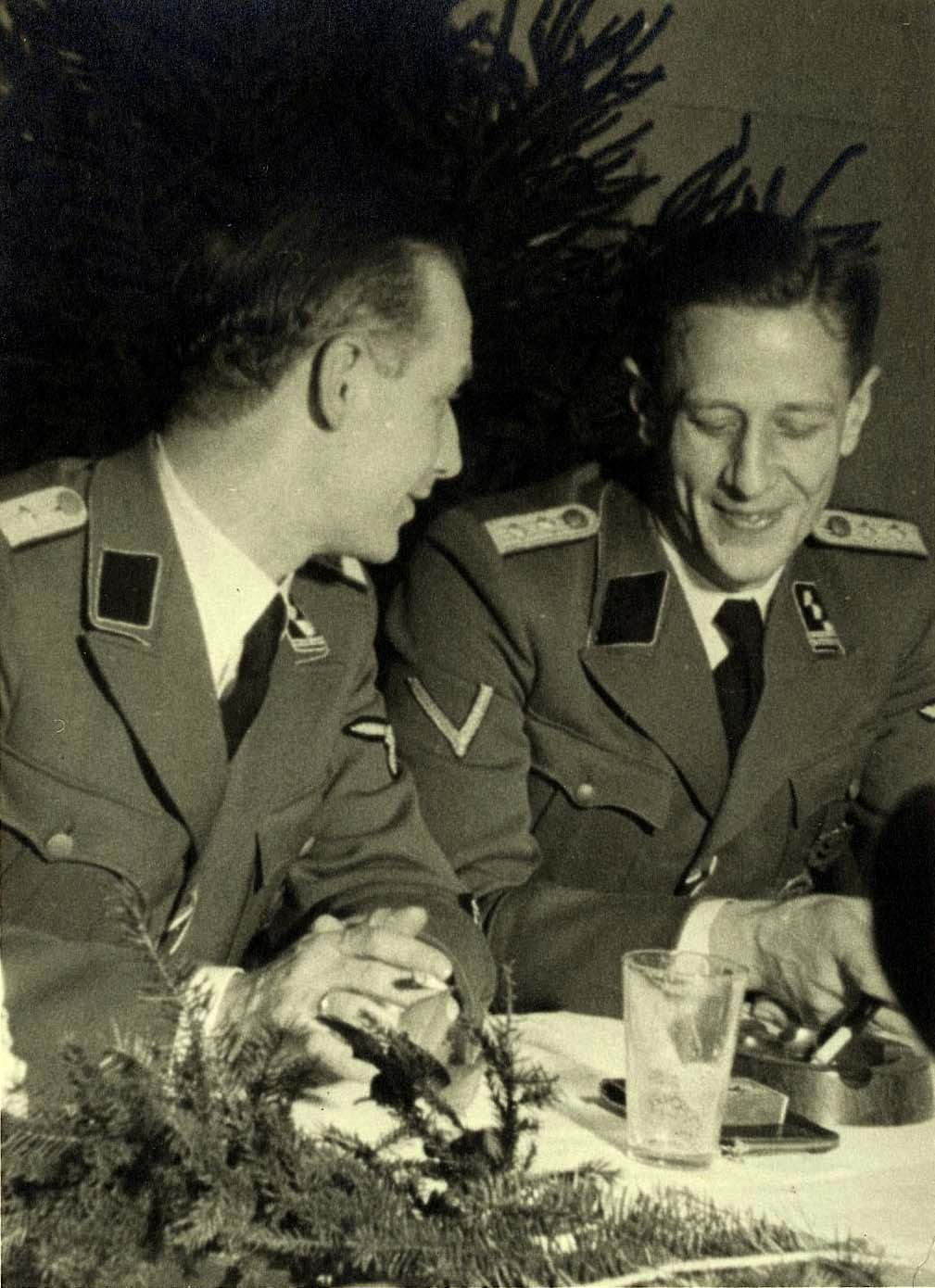
SS-Hauptsturmführer Ferdinand aus der Fünten (rechts) bei einer Weihnachtsfeier im KZ Westerbork (Dezember 1942)

Die Zentralstellen in Wien, Amsterdam sowie die im Juli 1939 entstandene Zentralstelle für jüdische Auswanderung in Prag waren Außenstellen der Reichszentrale für jüdische Auswanderung in Berlin.
Die Zentralstelle in Amsterdam hatte nach der Gründung im April 1941 zunächst nur ein Dutzend Mitarbeiter. Sie wurde von Klaus Barbie und SS-Unterführer Günter Rahm, danach von Regierungsrat Reinhardt geleitet. Ab September/Oktober 1941 kam es zu einem Ausbau der ZJA. Jetzt lag die Dienstaufsicht bei dem Leiter der BdS-Außenstelle Amsterdam, SS-Sturmbannführer Willy Lages. Als Reinhardt versetzt wurde, übernahm Ferdinand aus der Fünten zuerst die Kassen-, später auch die Verwaltungsführung.
In der Zentralstelle waren jetzt etwa 100 Mitarbeiter beschäftigt. Darunter befanden sich etwa zwölf deutsche Mitarbeiter der Ordnungspolizei, die gemeinsam mit niederländischen Kollegen in einer Rechercheabteilung arbeiteten, ungefähr 20 deutsche und niederländische Angestellte der „Abteilung Reise- und Umzugsgenehmigungen“ und circa 70 niederländische Mitarbeiter der Abteilung „Hausratserfassung“.
Da die ZJA dem BdS untergeordnet war, konnte das Eichmannreferat nicht direkt auf diese Zentralstelle Einfluss nehmen.